# Beach Blast
Beach Blast foi um evento de wrestling profissional em formato de pay-per-view transmitido pela World Championship Wrestling (WCW) realizado nos verões de 1992 e 1993. Foi substituído pelo Bash at the Beach em 1994.